# Kraftwerk General San Martín
Das Kraftwerk General San Martín (spanisch Central hidroeléctrica General San Martín) ist ein Wasserkraftwerk in der Provinz Mendoza, Argentinien. Es liegt etwa 5 km westlich der Stadt Luján de Cuyo an einem Kanal, der ungefähr einen Kilometer westlich des Kraftwerks vom Río Mendoza abzweigt. Ungefähr 20 km westlich des Kraftwerks liegt die Talsperre Potrerillos.
Das Kraftwerk wurde 1950 in Betrieb genommen. Die installierte Leistung des Kraftwerks beträgt 6 (bzw. 6,48) MW. Die durchschnittliche Jahreserzeugung liegt bei 22 GWh. Die 3 Kaplan-Turbinen leisten jede maximal 2 MW und die Generatoren jeweils 2,5 MVA. Die Nenndrehzahl der Turbinen liegt bei 375/min. Die Fallhöhe beträgt 16 m. Der Durchfluss liegt bei 17,5 m³/s.